# 浜崎大地
浜崎 大地（はまさき だいち、生年不詳2月17日 - ）は、日本のミュージシャン。ドラマー。編曲家。日本大学芸術学部卒業。香川県坂出市出身。血液型はB型。

## 経歴
幼少期はピアノを習い、16歳でドラムを始める。香川県内の高校を卒業後、上京。日本大学芸術学部音楽学科打楽器科を首席で卒業。
2002年に日本ビクターより発売されたコンピレーションアルバムに参加。2007年から2008年にはNHKの「天才てれびくんMAX」のオープニングとエンディング曲のアレンジや演奏に参加。
これまでにキリンジ、EXILE、SOUL'd OUT、hitomi、米倉利紀、alan、浜崎あゆみ、佐香智久、関ジャニ∞、渋谷すばる、斎藤由貴、ゆず等のコンサートにドラマーとして参加。

## 主な楽曲提供

### 作詞・作曲・編曲
| 歌手     | 曲名           | 備考                                       |
| 郷ひろみ | Dreamer 1.2.3. | 作詞は松添昭市朗と、編曲は保本真吾と共作。 |

### 編曲
| 歌手 | 曲名                                                     |
| てれび戦士2006 | ダンゼン!未来                                            |
| てれび戦士2007 | 約束の場所へ〜シークレッツ・ユートピア〜 コノユビトマレ! |
| てれび戦士2008 | セカイをまわせ!〜ぼくらのカーニバル〜                    |
| 間寛平、長谷川あかり、藤井千帆、渡邉聖斗、 鍋本帆乃香、荒木次元、メロディー・チューバック、 丸山瀬南、吉野翔太、ミッチェル・ベンジャミン | チャチャマンボでおどろうよ                               |
| 渡邉聖斗、荒木次元、吉野翔太、丸山瀬南、 ミッチェル・ベンジャミン、伊藤元太、木村遼                                                      | スピードスター SPEEDSTER                                 |